# Hopatcong
Hopatcong ist eine Kleinstadt (borough) innerhalb des Sussex County im Bundesstaat New Jersey in den Vereinigten Staaten. Das U.S. Census Bureau hat bei der Volkszählung 2020 eine Einwohnerzahl von 14.362 ermittelt. Während der Ursprung des Namens der Gemeinde unklar ist, soll er von indianischen Ausdrücken abgeleitet sein.

## Geschichte
Die Gemeinde Hopatcong hat eine reiche Geschichte, angesichts ihrer Beziehung zu New York City. Sie grenzt an den Lake Hopatcong, einen teilweise von Menschenhand geschaffenen See, der heute eine Quelle vieler Erholungsmöglichkeiten und begehrter Immobilien ist und der größte See in New Jersey ist. Die Gemeinde, 40 Meilen (64 km) westlich von New York City, begann als Sommerresort für die Wohlhabenden von New York, die vor allem Zugang zum See suchten. Es entstand ein Vergnügungspark, genannt Bertrand’s Island, der über den See, mit der Straßenbahn oder mit dem Auto über Mount Arlington erreichbar war. Der Bau der Interstate 80, einer Autobahn, die sich von New Jersey, quer durch das Land bis nach San Francisco erstreckt, löste ein schnelles Wachstum in den Vororten von New York City aus und führte dazu, dass Hopatcong zu einer Wohngemeinde wurde.
Die Gegend wurde im 19. Jahrhundert „Brookland“ genannt und der See, der zum Lake Hopatcong erweitert wurde, war als „Great Pond“ oder „Brookland Pond“ bekannt. In den 1830er Jahren wurde der Name der Gemeinde in „Brooklyn“ geändert, um der Schreibweise der Stadt auf der New Yorker Insel Long Island zu entsprechen. Hopatcong wurde ursprünglich am 2. April 1898 aus Teilen von Byram Township als Town of Brooklyn gegründet. Am 22. März 1901 wurde Brooklyn in Borough of Hopatcong umbenannt. Im Jahr 1922 stimmten die Bewohner von Byram Cove, Northwood und anderen Gebieten westlich des ursprünglichen Gebiets des Boroughs dafür, Byram Township zu verlassen und sich Hopatcong anzuschließen, wodurch der Borough seine heutigen Grenzen erhielt.

## Demografie
Nach der Schätzung von 2019 leben in Hopatcong 14.186 Menschen. Die Bevölkerung teilte sich im selben Jahr auf in 77,3 % Weiße, 8,7 % Afroamerikaner, 0,3 % amerikanische Ureinwohner, 8,3 % Asiaten und 2,5 % mit zwei oder mehr Ethnizitäten. Hispanics oder Latinos aller Ethnien machten 7,1 % der Bevölkerung aus. Das mittlere Haushaltseinkommen lag bei 87.157 US-Dollar und die Armutsquote bei 7,3 %.